# St. Katharina (Müsch)

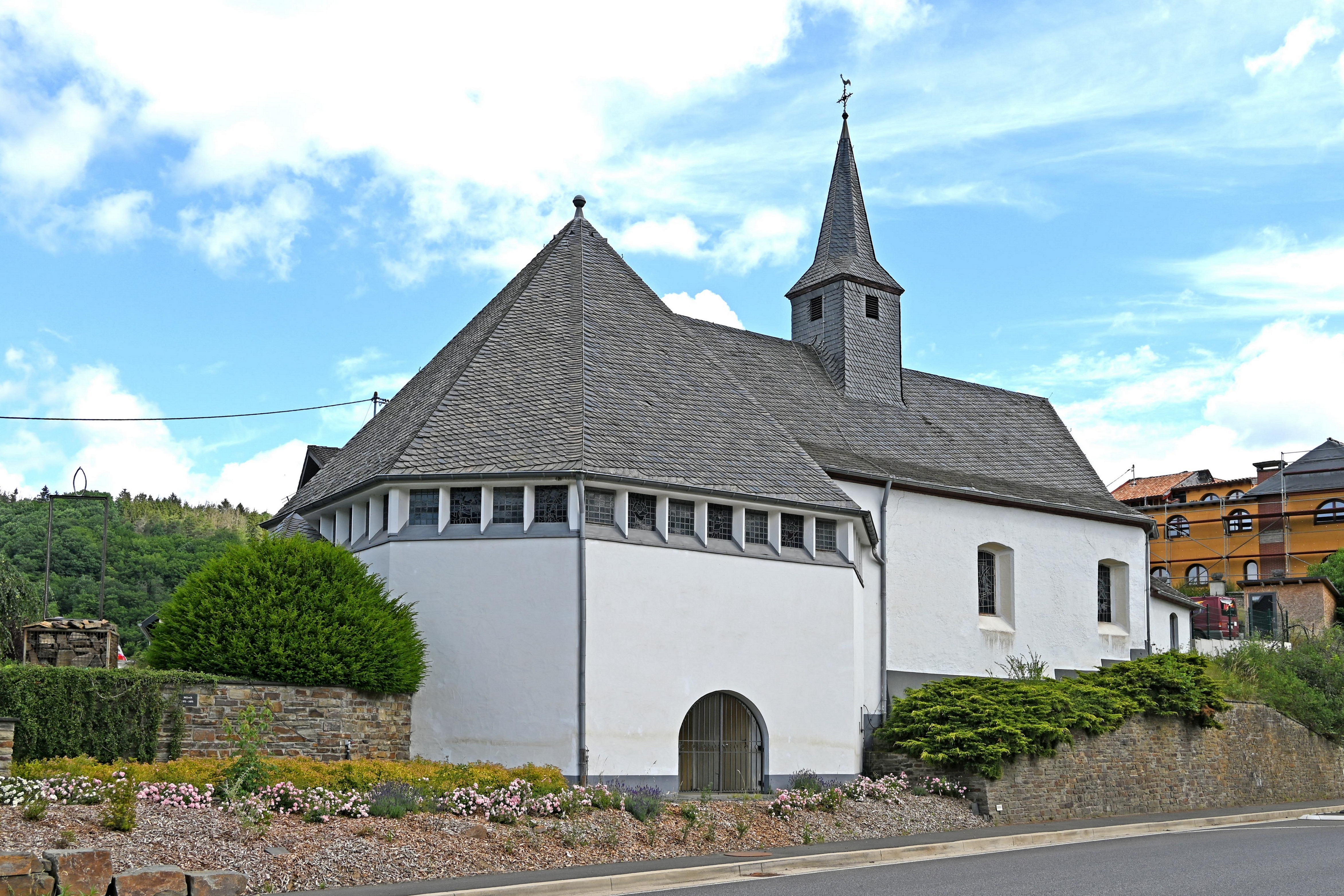
Kirche St. Katharina von Südwesten

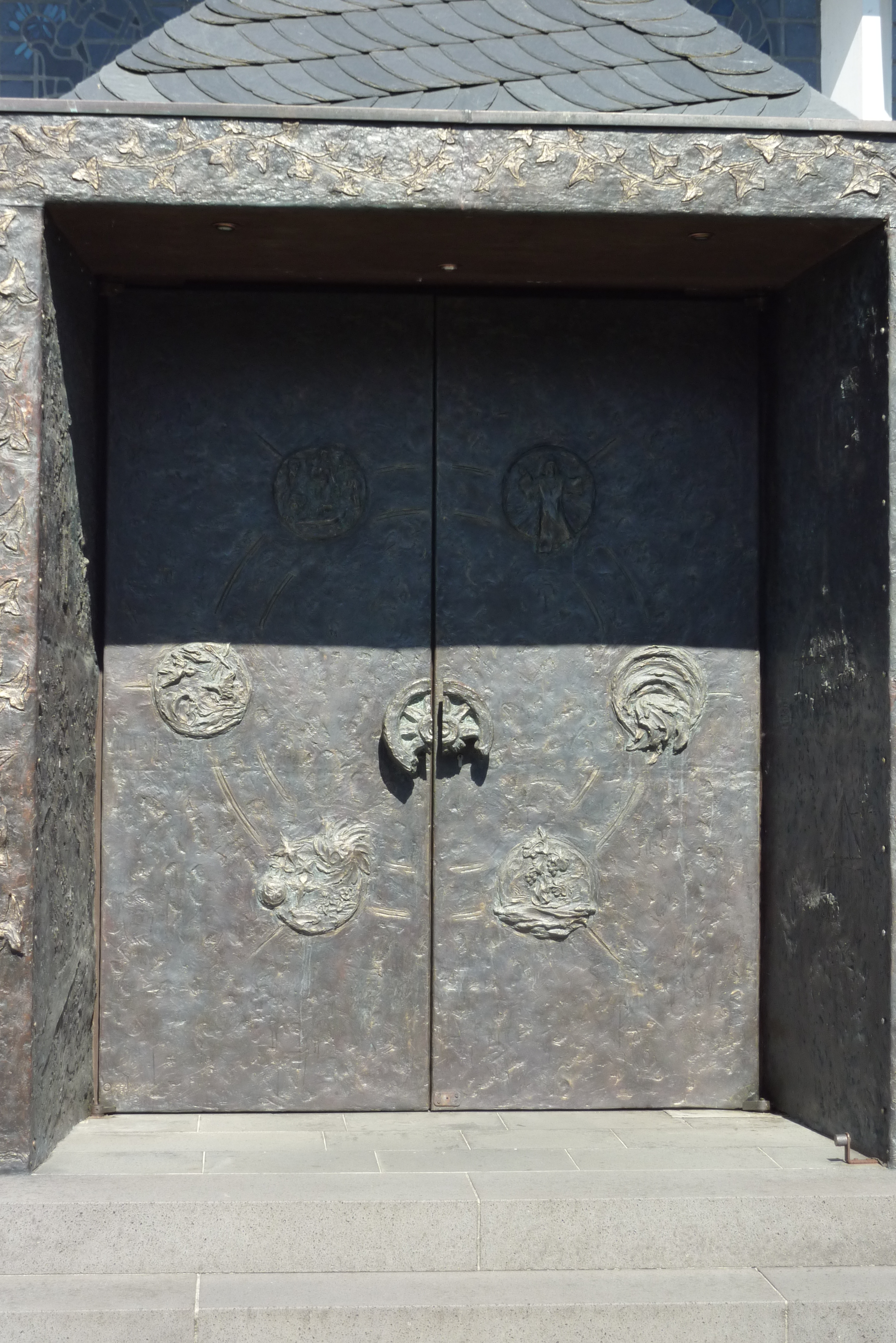
Portal von St. Katharina in Müsch

Die katholische Filialkirche St. Katharina in Müsch, einer Ortsgemeinde im Landkreis Ahrweiler in Rheinland-Pfalz, wurde ursprünglich 1787 errichtet. Das an der Kapellenstraße 13 liegende Bauwerk ist ein geschütztes Kulturdenkmal.

## Beschreibung
Die der heiligen Katharina geweihte Kirche ist ein Bau aus dem Jahr 1787, der 1972 erweitert wurde. Der Neubau wurde nach den Plänen des Trierer Architekten Peter van Stipelen errichtet. Die alte Kapelle wurde zum Altarraum und der angebaute achteckige Neubau bildet das Kirchenschiff.

## Ausstattung
Der Künstler Georg Gehring aus Adenau, der auch das Portal schuf, entwarf den neuen Altar, der vom 1928 in Müsch geborenen und 2023 verstorbenen Weihbischof Alfred Kleinermeilert konsekriert wurde.  

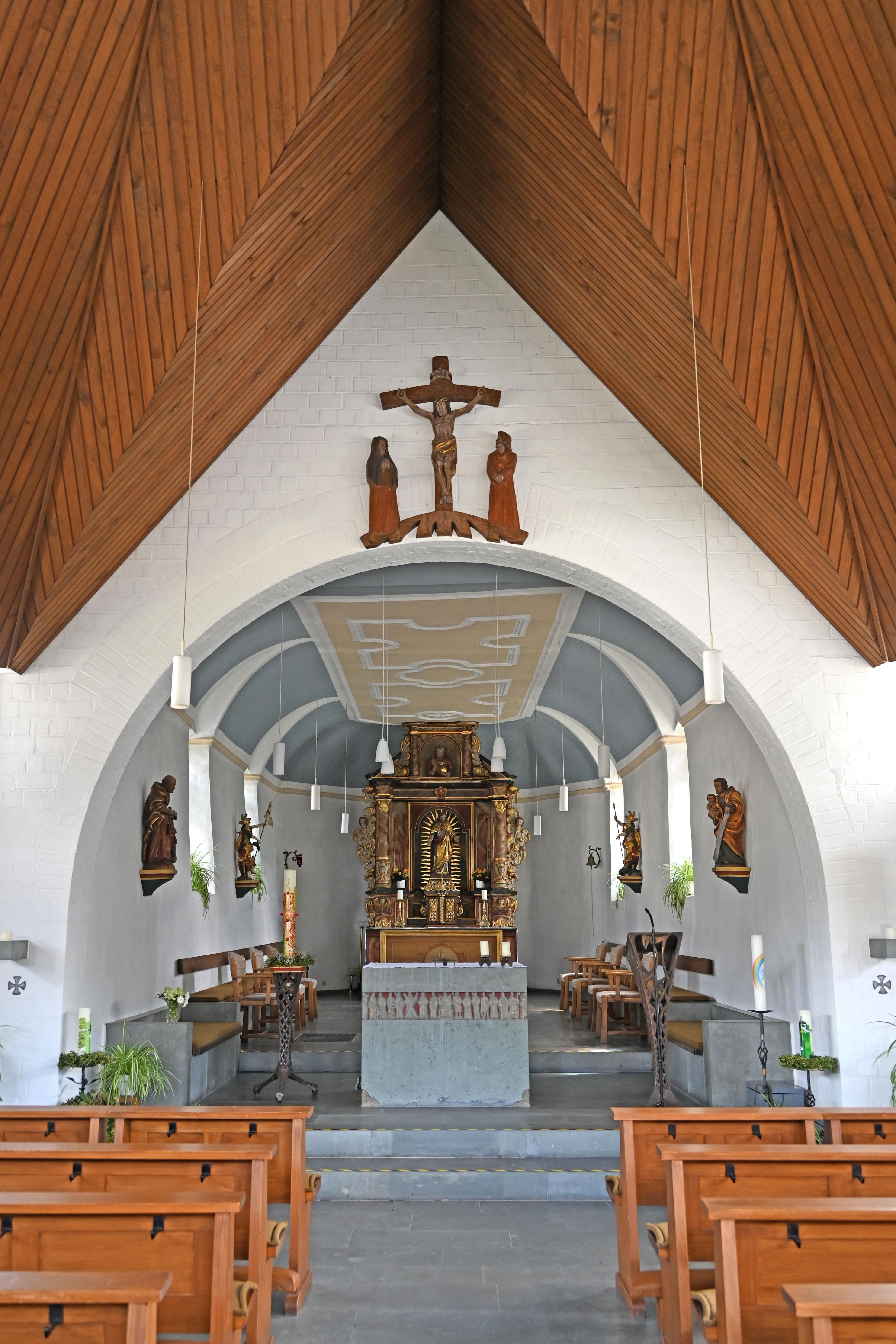
Anbau und alte Kapelle
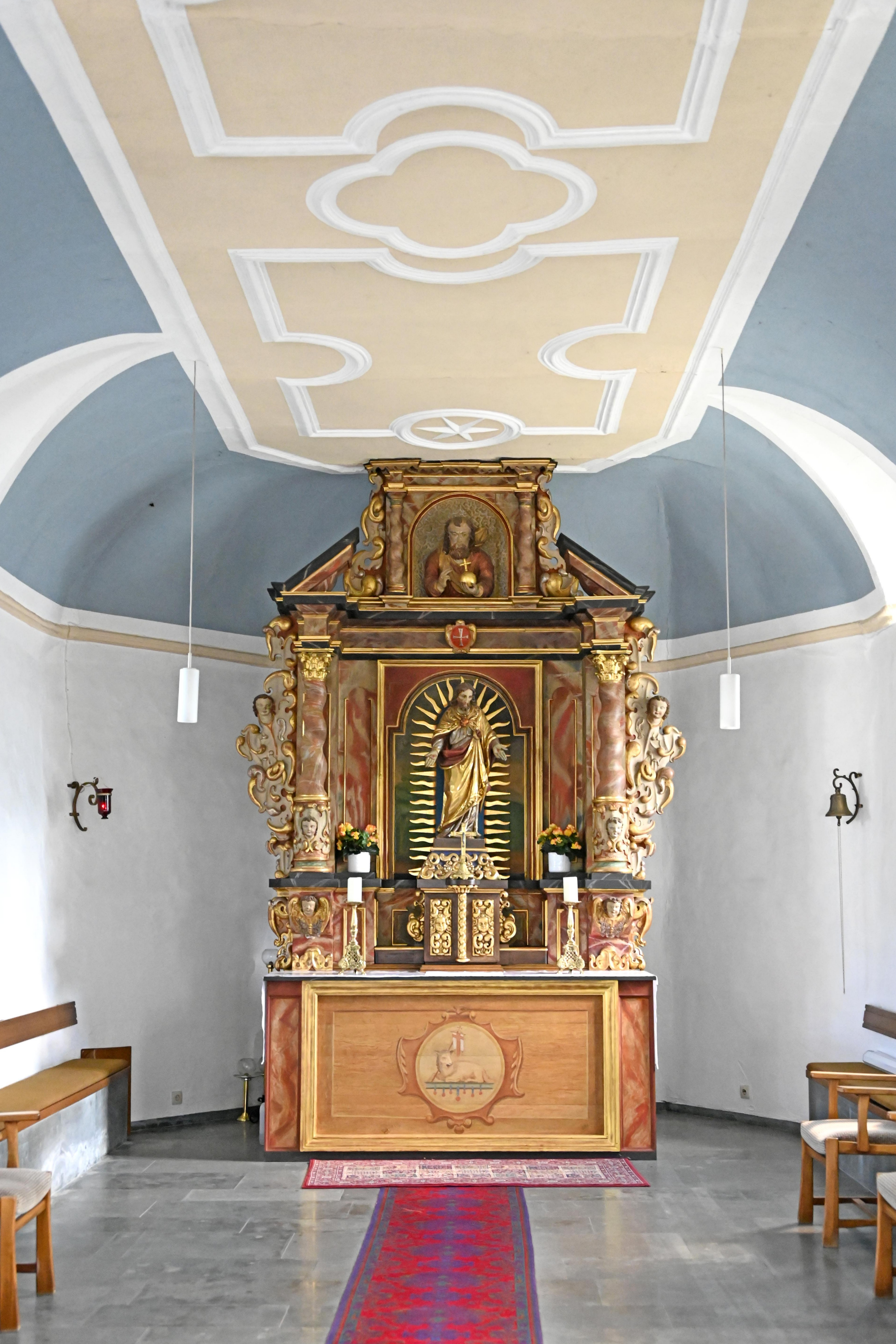
Barockaltar (17. Jahrhundert)
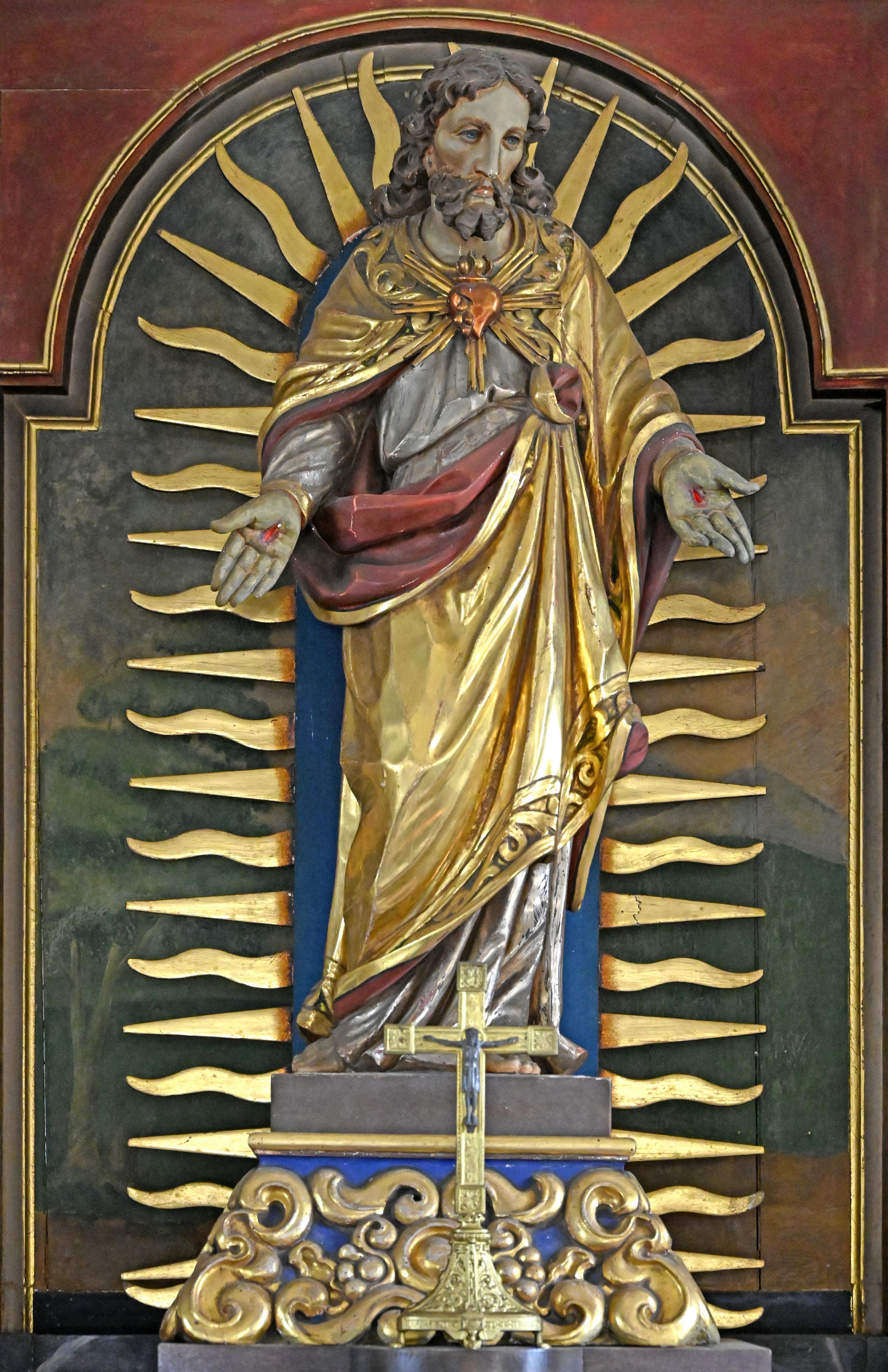
Altar, Herz-Jesu-Statue

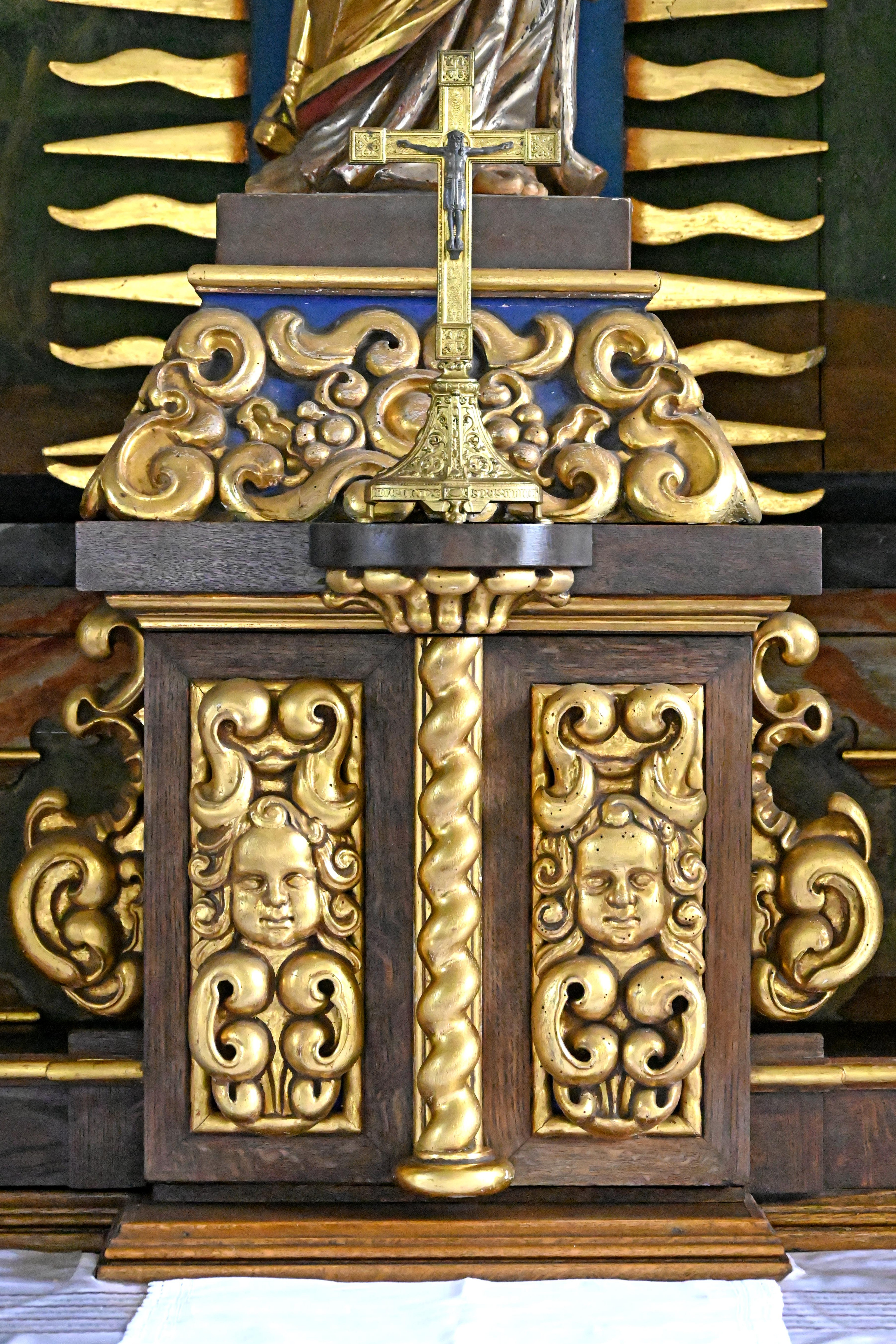
Tabernakel
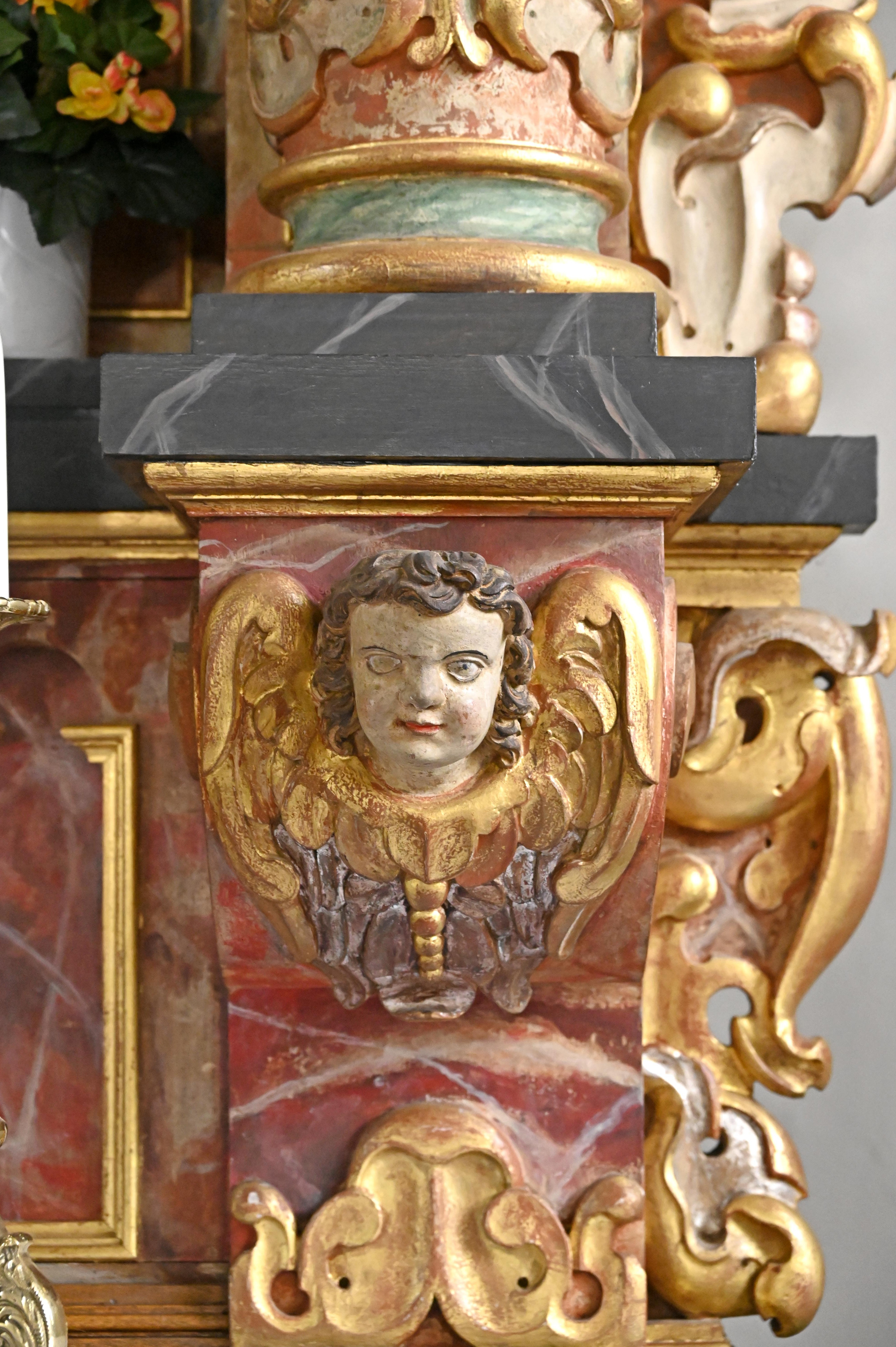
Engelkopf
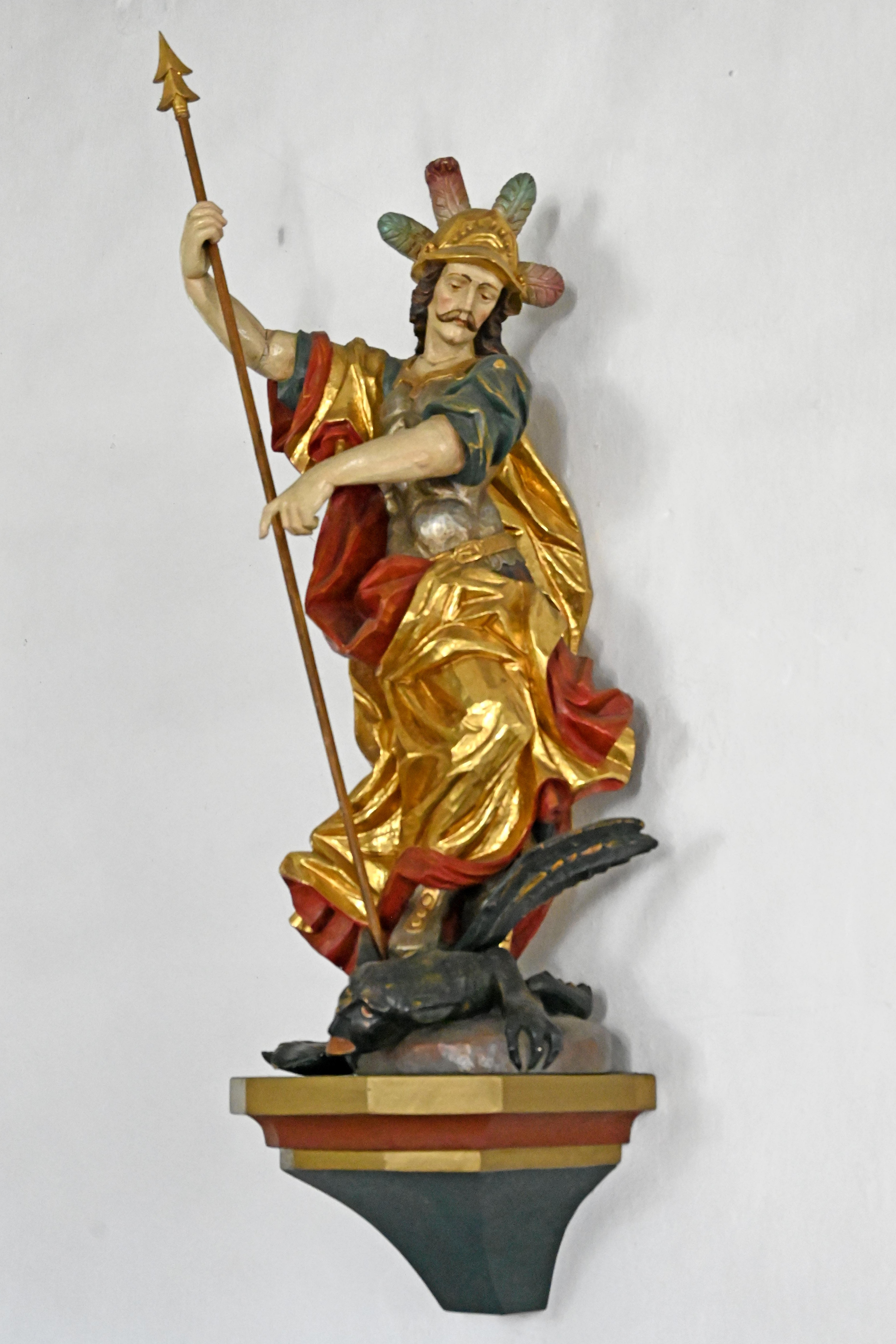
Statue St. Georg

## Fenster
Die modernen Bleiglasfenster wurden von dem Trierer Künstler Jakob Schwarzkopf entworfen und von der Glasmalerei Binsfeld in Trier hergestellt.